# Nokia E66
Nokia E66 – rozsuwany telefon komórkowy z systemem operacyjnym Symbian, produkcji fińskiej firmy Nokia. Telefon należy do biznesowej serii E. Dostępne kolory: szara stal i biała stal.

## Najważniejsze cechy i funkcje
- Oparty na systemie Symbian OS 9.2
- Procesor 369 MHz, 110 MB RAM oraz obsługa MIDP 2.0 umożliwia uruchomienie prawdopodobnie każdej aplikacji Java
- Szybki dostęp do internetu dzięki połączeniom 3G - HSDPA[1] i WLAN 802.11b/g
- Możliwość rozszerzenia pamięci poprzez karty microSD i microSDHC (Nokia zaleca maksymalnie 8 GB)
- Naciśnij i mów - Push to Talk (PTT)
- Funkcja zamiany tekstu na mowę – odczytywanie wiadomości przez telefon
- Wbudowany klient E-Mail
- Rozmowy VoIP
- Fabrycznie zainstalowane aplikacje biurowe Quickoffice i Adobe Reader LE umożliwiają odczyt dokumentów, arkuszy kalkulacyjnych, prezentacji i plików PDF
- Możliwość operacji na dużych załącznikach – edycje, przeglądanie, wysyłanie, odbieranie

## Częstotliwość działania
- GSM 850/900/1800/1900
- WCDMA 850/900/1900/2100

## Wymiary i waga
- Wymiary: 107,5 x 49,5 x 13,6 mm
- Masa telefonu: 121 g
- Objętość: 62,6 cm³

## Wyświetlacz
- 2,4" - 240 x 320 pikseli, z aktywną matrycą (TFT) o 16 milionach kolorów

## Aparat fotograficzny i kamera
- Wbudowany aparat 3,2 Mpx z czterokrotnym zbliżeniem cyfrowym (zoom) z lampą błyskową LED o zasięgu 1 m
- Możliwość odtwarzania plików i transmisji strumieniowych w formacie MPEG-4, H.263 (3GPP) i RealMedia
- Nagrywanie wideo w formacie H.263 (3GPP) i MPEG4 15 klatek na sekundę o rozdzielczości 320 x 240 (aparat główny) i 128 x 96 (aparat przedni)
- Połączenia wideo (telefon posiada kamerę z przodu)

## Muzyka
- Odtwarzacz plików muzycznych
- Radio
- Dyktafon
- Odtwarzane formaty: AAC, AAC+, MP3, AMR-NB, AMR-WB, transmisje strumieniowe: .rm, .eAAC+
- Stereofoniczny zestaw słuchawkowy Nokia HS-47

## Łączność
- Możliwość łączenia się i wyszukiwania sieci WLAN (IEEE 802.11b/g)
- Obsługa standardu Bluetooth w wersji 2.0 z funkcją Enhanced Data Rate
- Wejście słuchawkowe AV 2,5 mm firmy Nokia
- IrDA (podczerwień)
- Kabel do transmisji danych Nokia CA-101 (Złącze Micro-USB)

## GPS i nawigacja
- Wbudowana funkcja A-GPS
- Aplikacja Nokia Maps

## Transmisja danych
- GPRS/EGPRS (klasa A, wieloszczelinowa klasa 32)
- Szybki dostęp z pobieraniem pakietowym (HSDPA) z szybkością do 3,6 Mb/s (3G)
- Synchronizacja danych za pomocą pakietu Nokia PC Suite

## Zasilanie
- Bateria BL-4U o pojemności 1000 mAh, umożliwiająca (według producenta) do 11 dni czuwania lub do 7,5 godziny rozmowy (w trybie GSM), do 14 dni czuwania lub do 3,5 godziny rozmowy (w trybie WCDMA)